# Teísmo agnóstico

O teísmo agnóstico é fé, mas sem o conhecimento, como mostrado em azul e verde mais escuro (centro).

Teísmo agnóstico é o ponto de vista filosófico, que engloba ambos o teísmo e o agnosticismo. Um agnóstico teísta acredita na existência de pelo menos uma divindade, mas diz respeito à base desta proposição como "algo desconhecido ou inerentemente incognoscível.

## Visões sobre o teísmo agnóstico
Existem numerosas crenças, que podem ser incluídas no teísmo agnóstico, tais como o fideísmo, no entanto nem todos os teístas agnósticos são fideístas. Desde que o agnosticismo é uma posição no conhecimento e não proíbe a crença em uma divindade, então é compatível com a maioria das posições teístas.
A clássica compreensão filosófica do conhecimento é que o conhecimento é uma crença verdadeira justificada. O fundador da logoterapia, Viktor Frankl, pode ter bem exemplificado nesta definição. Seidner expande-se neste exemplo e salienta a caracterização de "inconsciente" de Frankl. O teísmo agnóstico poderia ser interpretado como uma admissão de que não é possível justificar suficientemente a crença em um deus para que possa então ser considerado conhecido. Isso pode ser porque consideram fé uma exigência de sua religião, ou por causa da influência da crítica científica ou filosófica sobre aparência plausível.
Além disso, filósofos como Søren Kierkegaard acreditavam que o conhecimento de Deus é realmente impossível e por isso as pessoas que querem ser teístas devem apenas acreditar: "Se sou capaz de captar Deus objetivamente, não acredito, mas precisamente porque não posso fazer isso eu devo acreditar."
Os agnósticos cristãos praticam uma forma distinta de agnosticismo que se aplica apenas às "propriedades de Deus". Eles sustentam que é difícil ou impossível ter certeza de nada além dos princípios básicos da fé cristã, acreditam que Deus existe, que Jesus tem uma relação especial com ele e é de alguma forma divino e que Deus deve ser adorado. Este sistema de crença tem raízes profundas no judaísmo e nos primeiros dias da Igreja.
O tema é tão complexo que até mesmo Einstein, em determinado momento, se definiu como agnóstico e não ateu, como algumas pessoas afirmam, de forma que reconhecia a possibilidade da existência de um deus, inclusive sabendo da dificuldade que existe em se provar se isso é verdade ou não.